# DBL All-Star Team
Het Dutch Basketball League All-Star Team is een team dat elk jaar wordt samengesteld met daarin de vijf beste spelers uit het afgelopen Dutch Basketball League (Eredivsie basketbal) seizoen. De teams worden gekozen door spelers en coaches uit de eredivisie en journalisten. Het All-Star Team moet niet verward worden met het All-Star Gala evenement waaraan spelers uit de eredivisie meedoen.

## Recente teams
| Speler (X) | Aantal All-Star Teams waar de speler voor geselecteerd is |
|            | MVP van dat seizoen                                       |

| Seizoen               | Speler                       | Club |
| --------------------- | ---------------------------- | ---- |
| 2008–09               |                              |      |
| Teddy Gipson (2)      | MyGuide-EclipseJet Amsterdam |      |
| Matt Bauscher         | Aris Leeuwarden              |      |
| Rein van der Kamp     | Aris Leeuwarden              |      |
| David Chiotti         | Zorg en Zekerheid Leiden     |      |
| Peter van Paassen (2) | MyGuide-EclipseJet Amsterdam |      |
| 2009–10               |                              |      |
| Danny Gibson          | Zorg en Zekerheid Leiden     |      |
| Ronny LeMelle         | Zorg en Zekerheid Leiden     |      |
| Kees Akerboom jr.     | EiffelTowers Den Bosch       |      |
| Patrick Hilliman      | Rotterdam Basketbal          |      |
| Matt Haryasz          | GasTerra Flames              |      |
| 2010–11               |                              |      |
| Frank Turner          | EiffelTowers Den Bosch       |      |
| Julien Mills          | EiffelTowers Den Bosch       |      |
| Jason Dourisseau      | GasTerra Flames              |      |
| Seamus Boxley         | Zorg en Zekerheid Leiden     |      |
| Matt Haryasz (2)      | GasTerra Flames              |      |
| 2011–12               |                              |      |
| Thomas Jackson        | Zorg en Zekerheid Leiden     |      |
| Alex Wesby            | GasTerra Flames              |      |
| Markel Humphrey       | Matrixx Magixx               |      |
| Seamus Boxley (2)     | Zorg en Zekerheid Leiden     |      |
| Tai Wesley            | EiffelTowers Den Bosch       |      |
| 2012–13               |                              |      |
| Andre Young           | EiffelTowers Den Bosch       |      |
| Worthy de Jong        | Zorg en Zekerheid Leiden     |      |
| Zack Novak            | Landstede Basketbal          |      |
| Stefan Wessels        | EiffelTowers Den Bosch       |      |
| Ross Bekkering        | Zorg en Zekerheid Leiden     |      |
| 2013–14               |                              |      |
| Cashmere Wright       | GasTerra Flames              |      |
| Arvin Slagter         | GasTerra Flames              |      |
| Patrick Richard       | Matrixx Magixx               |      |
| Joshua Duinker        | Zorg en Zekerheid Leiden     |      |
| Tai Wesley (2)        | SPM Shoeters Den Bosch       |      |
| 2014–15               |                              |      |
| Lance Jeter           | Donar                        |      |
| Brandyn Curry         | SPM Shoeters Den Bosch       |      |
| Worthy de Jong (2)    | Zorg en Zekerheid Leiden     |      |
| Mark Sanchez          | Donar                        |      |
| Joe Burton            | Landstede Basketbal          |      |
| 2015–16               |                              |      |
| Lance Jeter (2)       | Donar                        |      |
| Worthy de Jong (3)    | Zorg en Zekerheid Leiden     |      |
| Grant Gibbs           | Landstede Basketbal          |      |
| Tyson Hinz            | Landstede Basketbal          |      |
| Ross Bekkering (2)    | Donar                        |      |
| 2016–17               |                              |      |
| Lance Jeter (3)       | Donar                        |      |
| J.T. Tiller           | Landstede Basketbal          |      |
| Clayton Vette         | Landstede Basketbal          |      |
| Chase Fieler          | Donar                        |      |
| Drago Pašalić         | Donar                        |      |
| 2017–18               |                              |      |
| Brandyn Curry (2)     | Donar                        |      |
| Carrington Love       | Zorg en Zekerheid Leiden     |      |
| Noah Dahlman          | Landstede Basketbal          |      |
| Evan Bruinsma         | Donar                        |      |
| Thomas Koenis         | Donar                        |      |